# Josep Artís i Balaguer
Josep Artís i Balaguer (Vilafranca del Penedès, 1875 — Barcelona, 1956) va ser un historiador del teatre i periodista. Va ser germà d'Avel·lí Artís i Balaguer (Vilafranca del Penedès, 1881 – Ciutat de Mèxic, 1954), dramaturg, i pare d'Andreu-Avel·lí Artís i Tomàs (1908 - 2006), escriptor i dibuixant, conegut amb el pseudònim de Sempronio.
Fou dramaturg primer en llengua castellana (El Club de los Patriotas, 1912; Pecado de juventud, 1913). Col·laborà a La Publicidad, Mirador i El Día Gráfico, on fou redactor en cap, i publicà estudis en català: Semblança de Lleó Fontova (1936) i Tres conferències sobre teatre retrospectiu (1937). Després de la Guerra Civil espanyola tornà a publicar estudis en castellà: Ricardo Moragas (1946), El Gran Teatro del Liceo (1946), El ‘Verso’ en el Liceo (1946), Primer centenario de la Sociedad del Gran Teatro del Liceo (1950) i El mando teatral barcelonés (1950).